# Sybra aenescens
Sybra aenescens là một loài bọ cánh cứng trong họ Cerambycidae.